# Amtsgericht Elze
Das Amtsgericht Elze ist eines von acht Amtsgerichten im Bezirk des Landgerichts Hildesheim. Es hat seinen Sitz in Elze in Niedersachsen.

## Zuständigkeiten
Örtlich zuständig ist das Amtsgericht Elze für die Stadt Elze, die Gemeinde Nordstemmen, die Stadt Gronau und den Flecken Eime. Ihm ist das Landgericht Hildesheim übergeordnet. Zuständiges Oberlandesgericht ist das Oberlandesgericht Celle.

## Geschichte
Mit dem am 1. Oktober 1852 in Kraft tretenden hannoverschen Gerichtsverfassungsgesetz vom 8. November 1850 wurden Verwaltung und Justiz endgültig voneinander getrennt. Das Amtsgericht Elze wurde gegründet. Im Jahre 1859 wurde das ebenfalls 1852 gegründete Amtsgericht Gronau aufgelöst und der Zuständigkeit des Elzer Gerichts unterstellt. Die Zahl der Gerichtseingesessenen vervielfachte sich von etwa 4500 auf ca. 15.000, was zu einer Einstellung eines zweiten Richters führte. Nach dem Ende des Zweiten Weltkrieges war das Amtsgericht Elze zunächst für etwa ein Jahr eine Außenstelle des Amtsgerichts Alfeld. Ende 1946 wurde das Amtsgericht Elze wiedereröffnet. Nach der Auflösung des Amtsgerichts Calenberg kamen in den Jahren 1932 und 1933 weitere Gebiete zum Gerichtsbezirk hinzu. 1976 wurde die Gemeinde Nordstemmen dem Amtsgericht Hildesheim zugeteilt, dies wurde jedoch 1983 wieder rückgängig gemacht. Gleichzeitig verlor Elze andere Gebiete an das Amtsgericht in Alfeld, so dass sich die Zahl von etwa 46.000 Einwohnern auf ungefähr 38.000 verkleinerte.

## Gebäude
Das Gericht war zunächst im Rathaus untergebracht. Trotz einer Zusage der Stadt, bis 1854 ein eigenes Amtsgerichtsgebäude zu errichten, kam es erst im November 1859 zur Eröffnung des heutigen Gebäudes in der Bahnhofstraße. Im Jahre 1967 wurde ein Anbau hinzugefügt, der 1986 um ein zweites Stockwerk ergänzt wurde.